# Ludolfs Liberts
Ludolfs Liberts, född 3 april 1895 i Tirza, Lettland, död  11 mars 1959 i New York, var en lettisk teaterdekoratör och konstnär.
Liberts studerade vid Stroganovs konstskola i Moskva och vid Kazan konstskola. Han medverkade i den av den lettiska staten anordnade vandringsutställningen i Europa som visades i flera huvudstäder. Separat ställde han ut i Frankrike, Belgien, Tyskland och Sverige. Han tilldelades lettiska kulturfondens premier 1924 och 1927 samt guldmedaljer vid samlingsutställningar i Barcelona och Paris. Hans konst består av porträtt och landskap och var i sitt hemland Lettland en mycket uppskattad teaterdekoratör. I Sverige målade han mest stadsbilder från Stockholm, Göteborg och Malmö. Liberts är representerad vid museum i Lettland, Frankrike, Belgien, Finland, Ryssland, med kostymteckningar på Nationalmuseum och i den lettiska samlingen på Malmö Konstmuseum.